# LRP1
Белок 1, подобный рецептору липопротеинов низкой плотности, или рецептор для α2-микроглобулина, или рецептор аполипопротеина E (англ. Low density lipoprotein receptor-related protein 1 (LRP1); alpha-2-macroglobulin receptor (A2MR), apolipoprotein E receptor (APOER), CD369) — мембранный белок семейства рецепторов липопротеинов низкой плотности, участвующий в рецептор-опосредованном эндоцитозе. Продукт гена человека LRP1 LRP1 является сигнальным белком, играющим роль во многих биологических процессах, включая метаболизм липопротеинов, клеточная подвижность и в таких патологиях, как нейродегенеративные заболевания, атеросклероз и рак

## Структура
Ген LRP1 кодирует белок-предшественник с молекулярной массой 600 кДа, который под действием внутриклеточной протеазы фурина расщепляется в транс-отделе аппарата Гольджи на две цепи: альфа-цепь 515 кДа (внеклеточный белок) и бета-цепь 85 кДа (цитоплазматический белок), которые остаются ассоциированы друг с другом нековалентными связями. Как все белки семейства рецепторов липопротеинов низкой плотности LRP1 содержит цистеин-богатые повторы комплементного типа, EGF-повторы, бета-пропеллерный домен и цитоплазматический домен. Большой внеклеточный домен LRP1α, или альфа-цепь, содержит лиганд-связывающие домены, пронумерованные от I до IV, которые включают 2, 8, 10 и 11 цистеиновых повторов, соответственно. Эти повторы связывают белки внеклеточного матрикса, факторы роста, протеазы, комплексы протеазных ингибиторов и другие белки липопротеинового метаболизма. Из 4 лиганд-связывающих доменов домены II и IV отвечают за связывание большинства лигандов LRP1. EGF-повторы и β-пропеллерные домены обеспечивают высвобождение лигандов при понижении pH, происходящем в эндосомах, при этом β-пропеллер сдвигает освободившийся лиганд. Трансмембранный домен (LRP1β), или β-цепь белка, содержит 100 аминокислот цитоплазматического C-конца. Цитоплазменный мотив NPxY играет роль в эндоцитозе и передаче сигнала.

## Функции
Белок LRP1 экспрессирован практически во всех тканях. Наиболее высокий уровень рецептора находится в гладкомышечных клетках, гепатоцитах и нейронах. LRP1 играет роль во внутриклеточной передаче сигнала и эндоцитозе, которые вовлечены во множество биологических процессов: липидный и липопротеиновый метаболизм, деградация протеаз, регулирование рецептора тромбоцитарного фактора роста, созревание и рециркулирование интегринов, регулирование сосудистого тонуса, регулирование проницаемости гемато-энцефалического барьера, клеточная пролиферация, клеточная миграция, воспаление и апоптоз. Он также играет роль в развитии нейродегенеративных заболеваний, атеросклероза и рака.
В основном LRP1 участвует в регулировании активности белков за счёт связывания лиганда как ко-рецептор вместе с трансмембранными или адаптерными белками, такими как плазмин, с последующей деградацией лиганда в лизосомах. В липопротеиновом метаболизме LRP1 связывает аполипопротеин E, что стимулирует сигнальный путь, который вызывает повышение уровня внутриклеточного cAMP, увеличивает активность протеинкиназы A и ингибирует миграцию гладкомышечных клеток. В целом это приводит к протекции против сосудистых заболеваний. В то время как мембрано-связанный LRP1 обеспечивает очистку от протеаз и ингибиторов, протеолитическое отщепление эктодомена высвобождает LRP1, который, наоборот, конкурирует с мембранным LRP1, что приводит к задержке нормальной функции белка. В процесс отщепления внеклеточного домена LRP1 вовлечены несколько шеддаз, включая ADAM10, ADAM12, ADAM17 и MT1-MMP.. LRP1 постоянно эндоцитируется с мембраны и вновь рециркулирует на клеточную мембрану.
Хотя роль LRP1 в апоптозе менее изучена, известно, что это требует связывания LRP1 с tPA, что приводит к сигнальному каскаду ERK1/2 и приводит к повышенной клеточной выживаемости.

## Роль в патологии

### Болезнь Альцгеймера
Нормальное функционирование нейронов требует холестерина. Холестерин доставляется к нейронам апоЕ-содержащими липопротеинами, которые связываются с рецепторами LRP1, экспрессированными на нейронах. Предполагается, что одной из причин болезни Альцгеймера может быть снижение LRP1, опосредованное метаболизмом APP, что в конечном итоге приводит к снижению нейронального холестерина и увеличению бета-амилоида (Aβ).
LRP1 также играет роль в эффективном клиренсе Aβ из мозга через гемато-энцефалический барьер. Известно, что экспрессия LRP1 снижается в эндотелиальных клетках в процессе старения как у человека, так и у животных. Механизм клиренса модулируется полиморфизмом апоE, причём наличие изоформы апоE4 приводит к пониженному трансцитозу Aβ в моделях гемато-энцефалического барьера. Кроме этого, сниженный клиренс Aβ может возникать из-за усиленного отщепления эктодомена LRP1 шеддазами, что также замедляет клиренс Aβ.

### Сердечно-сосудистые заболевания
LRP1 играет роль в нескольких процессах, связанных с развитием сердечно-сосудистых заболеваний. Атеросклероз — основная причина таких сердечно-сосудистых заболеваний, как инсульт и инфаркт миокарда. В печени LRP1 играет важную роль в удалении из кровотока атерогенных липопротеинов, таких как ремнанты хиломикрон и ЛПОНП, и других проатерогенных компонентов. LRP1 играет также холестерин-независимую роль в атеросклерозе путём модулирования активности и клеточной локализации PDGFR-β в гладко-мышечных клетках. Наконец, LRP1 в макрофагах модулирует внеклеточный матрикс и воспалительный ответ, что имеет важное значение в прогрессировании атеросклероза.